# Glenn O'Shea
Glenn O'Shea (Swan Hill, 14 de junho de 1989) é um ciclista australiano, atual membro da equipe australiana de categoria UCI Continental, Budget Forklifts.
Especialista em ciclismo de pista e estrada, ele conquistou uma medalha de prata na prova de perseguição por equipes nos Jogos Olímpicos de 2012, em Londres. Ainda nestes Jogos, O'Shea competiu no omnium, terminando em quinto lugar.